# Papallona de Hofstadter

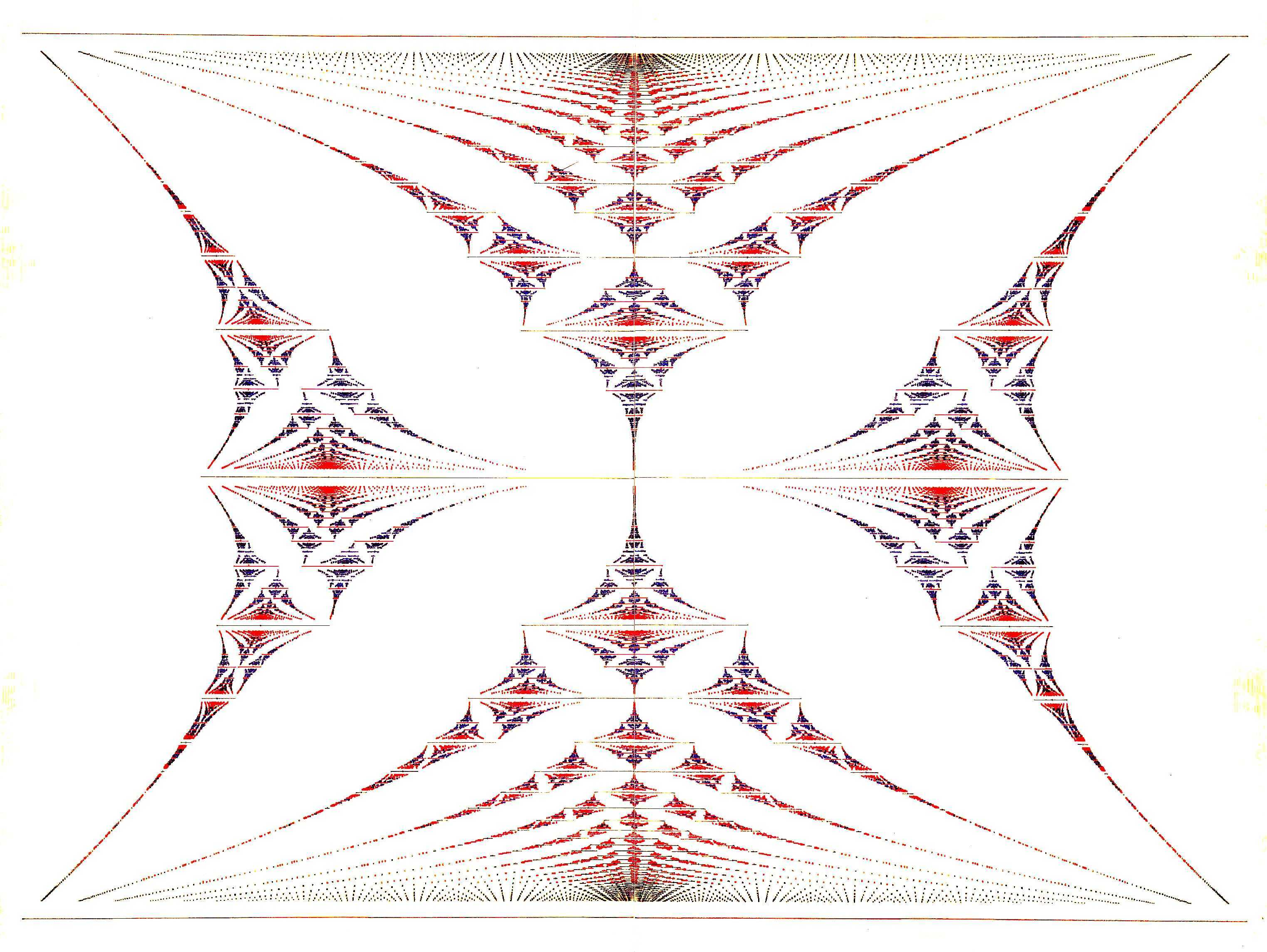
Representació de la papallona per Hofstadter.

En la física de la matèria condensada, la papallona de Hofstadter és un gràfic de les propietats espectrals dels electrons bidimensionals que no interaccionen en un camp magnètic perpendicular en una xarxa. La naturalesa fractal i autosimilar de l'espectre es va descobrir al doctorat obra de Douglas Hofstadter de 1976 i és un dels primers exemples de visualització de dades científiques modernes. El nom reflecteix el fet que, com va escriure Hofstadter, "els grans buits [en el gràfic] formen un patró molt cridaner que s'assembla una mica a una papallona".

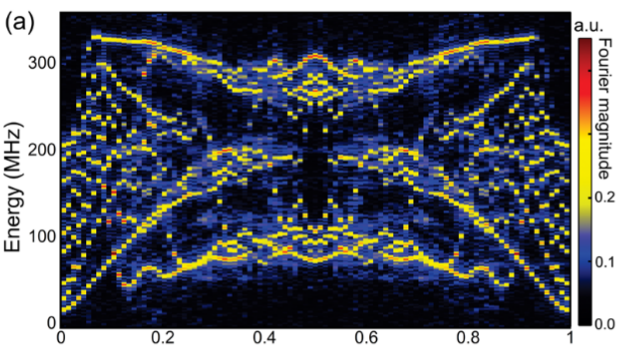
Una simulació d'electrons mitjançant qubits superconductors produeix la papallona de Hofstadter.

La papallona Hofstadter té un paper important en la teoria de l'efecte Hall quàntic enter i en la teoria dels nombres quàntics topològics.

## Història
La primera descripció matemàtica dels electrons en una xarxa 2D, actuada per un camp magnètic homogeni perpendicular, va ser estudiada per Rudolf Peierls i el seu estudiant RG Harper als anys 50.
Hofstadter va descriure per primera vegada l'estructura l'any 1976 en un article sobre els nivells d'energia dels electrons de Bloch en camps magnètics perpendiculars. Ofereix una representació gràfica de l'espectre de l'equació de Harper a diferents freqüències. Un aspecte clau de l'estructura matemàtica d'aquest espectre –la divisió de bandes d'energia per a un valor específic del camp magnètic, al llarg d'una sola dimensió (energia)– havia estat esmentat de passada pel físic soviètic Mark Azbel el 1964 (en un article citat per Hofstadter), però Hofstadter va ampliar aquest treball en gran manera traçant tots els valors del camp magnètic contra tots els valors d'energia, creant la trama bidimensional que va revelar per primera vegada les propietats geomètriques recursives de l'espectre.
Escrit mentre Hofstadter estava a la Universitat d'Oregon, el seu article va ser influent per dirigir més investigacions. Va predir amb base teòrica que els valors del nivell d'energia permesos d'un electró en una xarxa quadrada bidimensional, en funció d'un camp magnètic aplicat perpendicularment al sistema, van formar el que ara es coneix com a conjunt fractal. És a dir, la distribució dels nivells d'energia per a canvis a petita escala en el camp magnètic aplicat repeteix recursivament els patrons vists a l'estructura a gran escala. "Gplot", com Hofstadter va anomenar la figura, es va descriure com una estructura recursiva en el seu article de 1976 a Physical Review B, escrit abans que la paraula recent encunyada de Benoit Mandelbrot "fractal" fos introduïda en un text anglès. Hofstadter també parla d'aquesta figura al seu llibre de 1979 Gödel, Escher, Bach. L'estructura es va conèixer generalment com "la papallona d'Hofstadter".
David J. Thouless i el seu equip van descobrir que les ales de la papallona es caracteritzen pels enters de Chern, que proporcionen una manera de calcular la conductància de Hall en el model de Hofstadter.